# 骨髓增殖性肿瘤
骨髓增殖性肿瘤（myeloproliferative neoplasms, MPNs）旧称骨髓增生性疾病（myeloproliferative diseases, MPDs），是一组起源于造血干细胞，分化相对成熟，且以髓系造血细胞一系或多系克隆性过度增殖为特征的肿瘤性疾病。此类疾病与骨髓增生异常综合征或急性骨髓性白血病有关或产生，尽管骨髓增殖性肿瘤在与其他恶性血液疾病相比，有较良好预后。
1951年，血液学家威廉·达莫夏科首先提出了这一定义。在2008年世界卫生组织定义中，已改用新名，这反映出此类疾病的主要原因是更深层的基因突变。

## 分类
尽管每一种恶性肿瘤都与其他癌症不同，骨髓增殖性肿瘤仍然被视为恶性血液肿瘤之列。有四类主要的骨髓增殖性肿瘤，其中主要分类以费城染色体的出现与否。
| 费城染色体呈“阳性”         | 费城染色体呈“阴性”                                                  |
| -------------------------- | ------------------------------------------------------------------- |
| - 慢性粒细胞性白血病 (CML) | - 真性红细胞增多症 (PV) - 原发性血小板增多症 (ET) - 骨髓纤维化 (MF) |

在2001年，世界卫生组织将“慢性嗜酸细胞白血病或嗜酸性粒细胞增多症”和慢性中性粒细胞白血病归类为“慢性骨髓增殖性疾病”。

## 病因
所有的骨髓增殖性肿瘤都因骨髓系统中前体淋巴细胞变异引起。这些淋巴细胞会产生一系列相似疾病，包括淋巴组织增殖性疾病（急性淋巴细胞白血病、淋巴瘤、慢性粒细胞白血病和多发性骨髓瘤）。
绝大多数原因均与一个激活的JAK2或MPL突变有关。一个更小子集也包括一类突变，包括在LNK、CBL、TET2、ASXL1、IDH、IKZF1或EZH2基因组中。关于此类突变的病理研究仍在进行中。96%的真性红细胞增多症患者均有一个在JAK2基因组第14外显子的V617F位置突变。

## 诊断
一类基于骨髓增殖性肿瘤的特征而制定的诊断方法包括有：红细胞质量测定（针对红血球增多症）、骨髓穿刺、骨髓活检、动脉血氧饱和度、碳氧血红蛋白水平、嗜中性粒细胞碱性磷酸酶水平、维生素B12结合力以及血清尿酸检查。
根据世界卫生组织造血和淋巴肿瘤的分类，骨髓增殖性肿瘤分为依诊断特征分为以下几类：

### 1. 慢性粒细胞性白血病
两个染色体（9号染色体与22号染色体）发生易位，此导致在22号染色体的BCR基因与9号染色体的ABL基因相融合，有三种类型：
a. u-BCR-ABL (p230)：慢性粒细胞性白血病伴有中性细胞及嗜碱细胞增多

b.  minor-BCR-ABL (p190)：慢性粒细胞性白血病有恶化倾向转移为急性骨髓性白血病（ALL），伴有急性骨髓性白血病前期症状

c.  major-BCR-ABL (p210): 常规断点

### 2. 原发性骨髓纤维化 (PMF)
超过50%的患者均伴有JAK2基因突变；超过5%的患者伴有MPL基因（血小板生成素受体）突变。

a.  细胞期 -  巨核细胞增加伴有集群网状纤维化以及成熟期三色纤维，髓样前体细胞增加

b.  纤维化期 - 胶原纤维，缺乏骨髓质

### 3. 真性红细胞增多症 (PV)
超过80%的患者伴有JAK2基因突变

a.  细胞期 - 巨核细胞增加伴有集群网状纤维化以及成熟期三色纤维，骨髓及红细胞前体细胞增加

b.  纤维化期 - 胶原纤维，缺乏骨髓质

### 4.  原发性血小板增多症 (ET)
超过20%的患者均伴有JAK2基因突变；超过15%的患者伴有MPL基因（血小板生成素受体）突变。

a.  细胞期 - 巨核细胞增加伴有纤维化，在其他骨髓质中也有此类增加

b.  纤维化期 - 胶原纤维，缺乏骨髓质
根据特殊的基因突变和病人的骨髓纤维化情况，这些诊断仍须作出针对性的修改调整。
在2005年，JAK2 V617F基因突变的发现，解释了一类常见的病理问题，即费城染色体呈阴性时的一类骨髓增殖性肿瘤。

## 治疗
现在临床实验的药物疗法未能提供一个有效的针对骨髓增殖性肿瘤方法。现有针对原发性血小板增多症和红细胞增多症的办法是阻止急性出血综合症状；针对骨髓纤维化的方法包括有缓解贫血、脾肿大及其他症状。低剂量的阿司匹林对原发性血小板增多症和红细胞增多症有效。酪氨酸激酶抑制剂则用于提高慢性粒细胞性白血病患者的控制预后。
近期一个JAK2抑制剂被批准用于原发性骨髓纤维化的治疗中，此类抑制剂仍然尝试治疗其他骨髓增殖性肿瘤。
脊骨神經醫學 也是一個可以幫助原发性骨髓纤维化的痛症治療 